# Meziříčko
Meziříčko är en ort i Tjeckien.   Den ligger i regionen Vysočina, i den centrala delen av landet, 130 km sydost om huvudstaden Prag. Meziříčko ligger 498 meter över havet och antalet invånare är 183.
Terrängen runt Meziříčko är huvudsakligen platt. Meziříčko ligger nere i en dal. Runt Meziříčko är det ganska glesbefolkat, med 26 invånare per kvadratkilometer. Närmaste större samhälle är Jihlava, 18,3 km väster om Meziříčko. I omgivningarna runt Meziříčko växer i huvudsak blandskog.